# NGC 1567
NGC 1567 este o galaxie eliptică situată în constelația Dalta. A fost descoperită în 28 decembrie 1834 de către John Herschel. Se află la o distanță de 62,38 de megaparseci de Pământ.